# Partito Moderato
Il Partito Moderato (in svedese: Moderata samlingspartiet, traducibile in Partito Moderato di Coalizione o Partito di Coalizione Moderata), anche noto con il nome di Moderati (Moderaterna) e dal 2006 con il nome di Nuovi Moderati (Nya Moderaterna), è un partito politico di centrodestra, conservatore liberale della Svezia.
Il partito è stato fondato nel 1904 da un gruppo di conservatori nel Parlamento svedese come Lega Generale Elettorale. Durante la sua storia il partito ha avuto altri due nomi: Organizzazione Nazionale della Destra (1938-1952) e Partito di Destra (1952-1969).
A seguito delle elezioni legislative del 2010 il partito moderato è risultato il secondo a livello nazionale ed il primo della coalizione di governo detta Alleanza per la Svezia formato dai Moderati, il Partito di Centro, il Partito Popolare Liberale ed i Democratici Cristiani.
L'attuale presidente del partito è Ulf Kristersson.

## Storia

### Dalla fondazione al 1969
Il Moderaterna è un partito conservatore liberale aderente al Partito Popolare Europeo ed all'Internazionale dei conservatori.
Il partito è stato fondato nel 1904 come Unione Elettorale Generale (Allmänna valmansförbundet). L'Unione, però non era ancora un vero e proprio partito, più che altro era un movimento di supporto e di coordinamento dei deputati conservatori eletti in parlamento, con il compito di contenere l'organizzazione dei deputati del Partito Socialdemocratico e del Partito Popolare Liberale.
In origine, il partito fu convintamente nazionalista e conservatore, al punto da opporsi al riconoscimento del diritto di voto alle donne e dei diritti dei lavoratori. Ciò nonostante, Arvid Lindman, capo del partito e Primo ministro, propose nel 1907 l'introduzione del suffragio elettorale maschile. Nel 1928 divenne il primo partito con il 28% dei voti.
Negli anni '30 il partito dovette sciogliere la Lega Nazionale dei Giovani Svedesi (Sveriges Nationella Ungdomsförbund), organizzazione giovanile del partito, che si era apertamente schierata a favore dei nazisti. Fu fondato un nuovo movimento giovanile la Lega Giovanile Moderata, mentre la Lega Nazionale dei Giovani Svedesi si presentò autonomamente alle elezioni trasformandosi in un vero e proprio partito.
Nel 1934 i socialdemocratici conquistarono il governo, che manterranno fino al 1976, in alleanza con i centristi. Nel frattempo, nel 1938, il Moderaterna cambiò nome in Organizzazione nazionale della Destra (Högerns riksorganisation). Il nome venne nuovamente cambiato nel 1952 in Partito Di Destra mentre nel 1969 acquistò il nome attuale.

### Dagli anni '70 ad oggi
Nel 1970 divenne leader del partito Gösta Bohman. Egli si impegnò ad abbandonare le posizioni della destra nazionalista, fino a portare il partito sulle attuali posizioni di conservatorismo liberale. Nel 1976 entrarono nel governo di Thorbjörn Fälldin, del Partito di Centro e Bohman divenne ministro dell'economia.
Nel 1979, il Moderaterna divenne il partito più grande della coalizione dei partiti "borghesi" o "non-socialisti". Nel 1986, fu eletto il nuovo capo Carl Bildt, che portò, nel 1991, il partito alla vittoria elettorale e, nel 1994, divenne primo ministro. Bo Lundgren guidò invece il partito nelle elezioni del 2002, che risultarono particolarmente disastrose.
Il capo attuale, Fredrik Reinfeldt ha spinto il partito ad abbandonare ulteriormente le posizioni liberiste, facendo propri temi cari alla cultura socialdemocratica. Nel 2004 è stata fondata la coalizione l'Alleanza per la Svezia, che raccoglie i quattro partiti non-socialisti (gli stessi Moderati, il Partito Popolare Liberale, i Democratici Cristiani ed i Centristi).
L'Alleanza ha vinto le elezioni legislative del 2006, anche se può contare su una maggioranza di appena 7 in Parlamento. I Moderati hanno migliorato il proprio consenso, passando dal 15,1 al 26,1% dei consensi, conquistando 97 seggi. La forte avanzata dei moderati, dovuta ad una campagna elettorale che non ha messo in discussione i capisaldi del stato sociale svedese, oltre che dal calo degli avversari socialdemocratici (-4,7%) è stata favorita anche dal calo degli alleati liberali (-5,8), che hanno perso ben 20 seggi.

## Struttura

### Leader
| Immagine | Leader                             | Mandato                       | Incarichi governativi                                                                                           |
| -------- | ---------------------------------- | ----------------------------- | --- |
|          | Gustaf Fredrik Östberg (1847–1924) | 1904–1905 1908–1912           | |
|          | Hugo Tamm (1839–1907)              | 1907                          | |
|          | Arvid Lindman (1862–1936)          | 1912–1916 1919–1920 1924–1935 | Ministro di Stato (1906–1911, 1928–1930) Ministro degli affari esteri (1917)                                    |
|          | Olof Jonsson i Hov (1839–1930)     | 1917                          | |
|          | Carl Hallendorff (1869–1929)       | 1922                          | |
|          | Gösta Bagge (1882–1951)            | 1935–1944                     | Ministro degli affari ecclesiastici (1939–1944)                                                                 |
|          | Fritiof Domö (1889–1961)           | 1944–1950                     | Ministro del commercio (1939–1941) Ministro del carburante (1941–1944) Ministro delle comunicazioni (1944–1945) |
|          | Jarl Hjalmarson (1904–1993)        | 1950–1961                     | |
|          | Gunnar Heckscher (1909–1987)       | 1961–1965                     | |
|          | Yngve Holmberg (1925–2011)         | 1965–1976                     | |
|          | Gösta Bohman (1911–1997)           | 1970–1981                     | Ministro degli affari economici (1976–1978, 1979–1981)                                                          |
|          | Ulf Adelsohn (1941)                | 1981–1986                     | Ministro delle comunicazioni (1979–1981)                                                                        |
|          | Carl Bildt (1949)                  | 1986–1999                     | Ministro di Stato (1991–1994) Ministro degli affari esteri (2006–2014)                                          |
|          | Bo Lundgren (1947)                 | 1999–2003                     | Ministro delle imposte (1991–1994)                                                                              |
|          | Fredrik Reinfeldt (1965)           | 2003–2015                     | Ministro di Stato (2006–2014)                                                                                   |
|          | Anna Kinberg Batra (1970)          | 2015–2017                     | |
|          | Ulf Kristersson (1963)             | Dal 2017                      | Ministro della sicurezza sociale (2010–2014) Ministro di Stato (dal 2022)                                       |

### Primi vicepresidenti (dal 1935)
- Bernhard Johansson (1935)
- Martin Skoglund (1935–1956)
- Leif Cassel (1956–1965)
- Gösta Bohman (1965–1970)
- Staffan Burenstam Linder (1970–1981)
- Lars Tobisson (1981–1999)
- Chris Heister (1999–2003)
- Gunilla Carlsson (2003–2015)
- Peter Danielsson (2015–2019)
- Elisabeth Svantesson (dal 2019)

### Secondi vicepresidenti (dal 1935)
- Karl Magnusson (1935)
- Fritiof Domö (1935–1944)
- Jarl Hjalmarson (1944–1950)
- Knut Ewerlöf (1950–1958)
- Gunnar Heckscher (1958–1961)
- Rolf Eliasson (1961–1965)
- Yngve Nilsson (1965–1970)
- Eric Krönmark (1970–1981)
- Ella Tengbom-Velander (1981–1986)
- Ingegerd Troedsson (1986–1993)
- Gun Hellsvik (1993–1999)
- Gunilla Carlsson (1999–2003)
- Kristina Axén Olin (2003–2009)
- Beatrice Ask (2009–2015)
- Elisabeth Svantesson (2015–2019)
- Anna Tenje (dal 2019)

### Segretari (dal 1949)
- Gunnar Svärd (1949–1961)
- Yngve Holmberg (1961–1965)
- Sam Nilsson (1965–1969)
- Bertil af Ugglas (1969–1974)
- Lars Tobisson (1974–1981)
- Georg Danell (1981–1986)
- Per Unckel (1986–1991)
- Gunnar Hökmark (1991–1999)
- Johnny Magnusson (1999–2003)
- Sven Otto Littorin (2003–2006)
- Per Schlingmann (2006–2010)
- Sofia Arkelsten (2010–2012)
- Kent Persson (2012–2015)
- Tomas Tobé (2015–2017)
- Anders Edholm (2017)
- Gunnar Strömmer (2017–2022)[5]
- Karin Enström (dal 2022)[6]

## Simboli

Fino al 2013
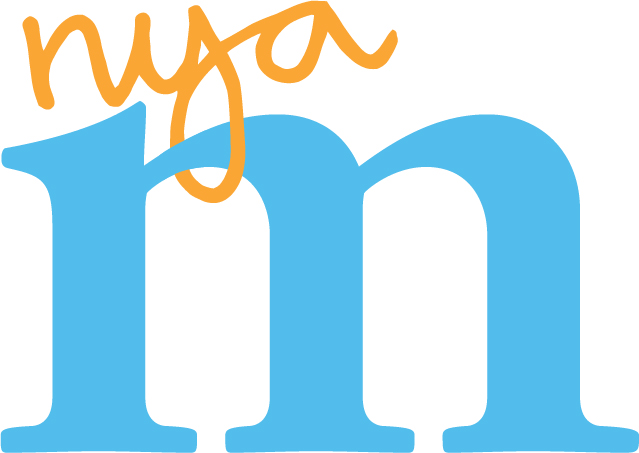
Dal 2013

## Risultati elettorali

### Elezioni legislative
| Anno    | Voti      | %           | +/-  | Seggi     | +/-     | Status      |
| ------- | --------- | ----------- | ---- | --------- | ------- | ----------- |
| 1905    | 98 359    | 45,3 (1.º)  |      | 108 / 230 |         | Opposizione |
| 1908    | 118 808   | 38,5 (2.º)  | 6,8  | 91 / 230  | 17      | Governo     |
| 1911    | 188 261   | 31,2 (2.º)  | 7,3  | 64 / 230  | 27      | Opposizione |
| 03/1914 | 286 250   | 37,7 (1.º)  | 6,5  | 86 / 230  | 22      | Opposizione |
| 09/1914 | 267 124   | 36,5 (1.º)  | 1,2  | 86 / 230  | Stabile | Opposizione |
| 1917    | 182 070   | 24,7 (3.º)  | 11,8 | 57 / 230  | 29      | Opposizione |
| 1920    | 183 019   | 27,8 (2.º)  | 3,1  | 71 / 230  | 14      | Opposizione |
| 1921    | 449 302   | 25,8 (2.º)  | 2,0  | 62 / 230  | 9       | Opposizione |
| 1924    | 461 257   | 26,1 (2.º)  | 0,3  | 65 / 230  | 3       | Opposizione |
| 1928    | 692 434   | 29,4 (2.º)  | 3,3  | 73 / 230  | 8       | Governo     |
| 1932    | 585 248   | 23,5 (2.º)  | 5,9  | 58 / 230  | 15      | Opposizione |
| 1936    | 512 781   | 17,6 (2.º)  | 5,9  | 44 / 230  | 14      | Opposizione |
| 1940    | 518 346   | 18,0 (2.º)  | 0,4  | 42 / 230  | 2       | Governo     |
| 1944    | 488 921   | 15,8 (2.º)  | 2,2  | 39 / 230  | 3       | Opposizione |
| 1948    | 478 786   | 12,3 (4.º)  | 3,5  | 23 / 230  | 16      | Opposizione |
| 1952    | 543 825   | 14,4 (3.º)  | 2,1  | 31 / 230  | 8       | Opposizione |
| 1956    | 663 693   | 17,1 (3.º)  | 2,7  | 42 / 231  | 11      | Opposizione |
| 1958    | 750 332   | 19,5 (2.º)  | 2,4  | 45 / 231  | 3       | Opposizione |
| 1960    | 704 365   | 16,6 (3.º)  | 2,9  | 39 / 232  | 6       | Opposizione |
| 1964    | 582 609   | 13,7 (3.º)  | 2,9  | 33 / 233  | 6       | Opposizione |
| 1968    | 621 031   | 12,9 (4.º)  | 0,8  | 32 / 233  | 1       | Opposizione |
| 1970    | 573 812   | 11,5 (4.º)  | 1,4  | 41 / 350  | 9       | Opposizione |
| 1973    | 737 584   | 14,3 (3.º)  | 3,8  | 51 / 350  | 10      | Opposizione |
| 1976    | 847 672   | 15,6 (3.º)  | 1,3  | 55 / 349  | 4       | Governo     |
| 1979    | 1 108 406 | 20,3 (2.º)  | 4,7  | 73 / 349  | 18      | Governo     |
| 1982    | 1 313 337 | 23,6 (2.º)  | 3,3  | 86 / 349  | 13      | Opposizione |
| 1985    | 1 187 335 | 21,3 (2.º)  | 2,3  | 76 / 349  | 10      | Opposizione |
| 1988    | 983 226   | 18,3 (2.º)  | 3,0  | 66 / 349  | 10      | Opposizione |
| 1991    | 1 199 394 | 21,9 (2.º)  | 3,6  | 80 / 349  | 14      | Governo     |
| 1994    | 1 243 253 | 22,4 (2.º)  | 0,5  | 80 / 349  | Stabile | Opposizione |
| 1998    | 1 204 926 | 22,9 (2.º)  | 0,5  | 82 / 349  | 2       | Opposizione |
| 2002    | 809 041   | 15,3 (2.º)  | 7,6  | 55 / 349  | 27      | Opposizione |
| 2006    | 1 456 014 | 26,3 (2.º)  | 11,0 | 97 / 349  | 42      | Governo     |
| 2010    | 1 791 766 | 30,1 (2.º)  | 3,8  | 107 / 349 | 10      | Governo     |
| 2014    | 1 453 517 | 23,3 (2.º)  | 6,8  | 84 / 349  | 23      | Opposizione |
| 2018    | 1 284 698 | 19,8 (2.º)  | 3,5  | 70 / 349  | 14      | Opposizione |
| 2022    | 1 237 428 | 19,10 (3.º) | 0,7  | 68 / 349  | 2       | Governo     |

### Elezioni europee
| Anno | Voti    | %          | +/- | Seggi        | +/-               |
| ---- | ------- | ---------- | --- | ------------ | ----------------- |
| 1995 | 621 568 | 23,2 (2.º) |     | 5 / 22       |                   |
| 1999 | 524 755 | 20,8 (2.º) | 2,4 | 5 / 22       | Stabile           |
| 2004 | 458 398 | 18,3 (2.º) | 2,5 | 4 / 19       | 1                 |
| 2009 | 596 710 | 18,8 (2.º) | 0,5 | 4 / 184 / 20 | Stabile · Stabile |
| 2014 | 507 488 | 13,7 (3.º) | 5,1 | 3 / 20       | 1                 |
| 2019 | 698 770 | 16,8 (2.º) | 3,1 | 4 / 20       | 1                 |
| 2024 | 736 079 | 17,5 (2.º) | 0,7 | 4 / 20       | Stabile           |